# Evil Genius 2: World Domination
Evil Genius 2: World Domination är ett datorspel för Windows av spelstudion Rebellion Developments och är en uppföljare till Elixir Studios strategispel Evil Genius från 2004.
Enligt utvecklarna själva påbörjades utvecklingen under våren 2017, men spellicensen förvärvades av Rebellion Developments redan år 2006. Licensen har sedan förvärvandet använts till Facebook-spelet Evil Genius: WMD från 2010 och senare mobilappen Evil Genius Online från 2015 och var båda baserade på 2004 års föregångare. Båda versionerna lades ner i februari 2017. Enligt utvecklarna är Evil Genius 2 inte ett så kallat free-to-play.